# Рокста (станція метро)
59°21′17″ пн. ш. 17°52′55″ сх. д. / 59.354722222222° пн. ш. 17.881861111111° сх. д.
«Рокста» (швед. Råcksta) — станція Зеленої лінії Стокгольмського метрополітену, обслуговується потягами маршруту Т19.
Станцію відкрито 26 жовтня 1952 у складі черги зеленої лінії між станціями Гетор'єт і Веллінгбю. 

Відстань до Слюссена становить 14.8 км.
Пасажирообіг станції в будень —	4,800 осіб (2019)

Розташування: мікрорайон Рокста, що є частиною району Гессельбю-Веллінгбю на заході міста Стокгольм.
Конструкція: відкрита наземна станція з однією прямою острівною платформою.

## Операції
| Попередня станція             | Лінія | Лінія     | Лінія | Наступна станція      |
| ----------------------------- | ----- | --------- | ----- | --------------------- |
| Веллінгбю до Гессельбю-странд |       | Лінія T19 |       | Блакеберг до Гагсетра |